# Rocroi
Rocroi (ʁɔ.kʁwaⓘ) es una comuna francesa situada en la región de las Champaña-Ardenas. en el departamento de las Ardenas.

## Historia
En esta localidad se libró la batalla de Rocroi, acaecida el 19 de mayo de 1643, en la cual se enfrentaron franceses y españoles, con victoria de los primeros.
En 1653 Luis II de Borbón-Condé, ahora al servicio de España logró tomar la ciudad. Que sería devuelta a Francia seis años después por el Tratado de los Pirineos.

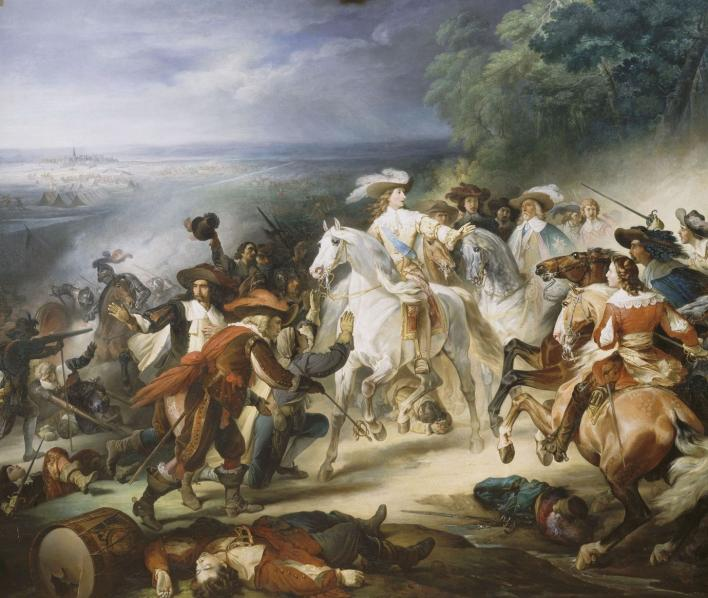
Batalla de Rocroi.